# Primož Bačar
Primož Bačar (San Pietro di Gorizia, 15 luglio 1968) è un ex cestista sloveno, fino al 1992 jugoslavo.

## Carriera
Con la Slovenia ha disputato i Campionati europei del 1993.

## Palmarès
- Coppa di Slovenia: 1

Union Olimpija: 1992